# Fami Pa Kontan
Fami Pa Kontan (prononcé en français : La famille n'est pas heureuse) est une série télévisée mauricienne créée par Miselaine Duval Vurden et diffusée depuis le 5 octobre 2012 jusqu'en avril 2013 sur MBC 1 et qui dure 26 minutes,. La série a également été diffusée sur la Chaîne Créole.
Cette série est inédite à l'extérieur de L'île Maurice.

## Synopsis
François et Marie-Clarence viennent de se marier malgré les réticences de la mère de la nouvelle mariée, Marie-Jeanne. Le lendemain de la cérémonie, celle-ci débarque de France avec l’idée de briser cette union. S’ensuit une série de tentatives verbales de raisonner Marie-Clarence, qui se révèlent vaines. Arnaud et Vivian, respectivement le père et l’oncle de François, entrent alors en conflit avec Marie-Jeanne.
Nous nous retrouvons trois mois après le mariage. Marie-Jeanne tente désespérément de briser le mariage de sa fille. Elle utilise cette fois les grands moyens. Elle fait venir de France l’ami d’enfance de Marie-Clarence, avec l’espoir qu’il la séduise.

## Acteurs Principaux
- Alexandre Martin : François François
- Rachel De Speville : Marie-Clarence Bavière
- Miselaine Duval Vurden : Marie-Jeanne Bavière
- Wesley Duval : Vivian François
- Didier Anthony : Arnaud François
- Yousouf Elahee : Akim Taleb
- Alessandro Kiara : Dimitrio

## Personnages

### François François
Acteur principal de l'émission, François François est interprété par Alexandre Martin. Garçon tranquille et sans histoire, c’est un personnage très attachant mais qui n’est pas avare de répliques tueuses. Il est très proche de son papa, Arnaud François, qui l’a élevé seul. Il n’aime cependant pas qu’on lui marche sur les pieds.

### Marie-Clarence François (Bavière)
Marie Clarence François (Bavière) est interprétée par Rachel de Speville. Elle est aussi le personnage principal de l'émission et la femme de François François.

### Vivian François
Wesley Duval incarne Vivian François. Sans doute le personnage le plus drôle dans l'émission, ce dernier est un vrai boute-en-train. Sa bouteille de whisky ne le quitte pas et il ne rate jamais une occasion de la regarder avec envie. Son sentiment de répulsion envers la gent féminine est exacerbé par la mainmise exercée par sa future belle-sœur sur son frère Arnaud. C’est également lui qui a trouvé la merveilleuse idée de prénommer son neveu François, ce qui donne François François.

### Marie-Jeanne Bavière
Dans le rôle de la briseuse de ménage : Miselaine Duval. Son personnage, Marie-Jeanne, est la belle-mère de François François. Mauricienne établie en France et mariée à un Français, puis divorcée, elle n’a qu’une idée en tête: briser l’union entre sa fille et François François. Sa fille étant Française, elle ne supporte pas de la voir aux bras d’un Mauricien. Imbue de sa personne, elle dénigre à tout va et ne cesse de menacer tout son monde.

### Arnaud François
Arnaud François, interprété par Didier Anthony, est le portrait type du père aimant. Ayant élevé seul son fils, il est très lié à ce dernier et est capable de tout pour qu’il soit heureux. Sympa avec tout le monde, il peut cependant devenir très méchant si on essaye de lui marcher sur les pieds. Ne maîtrisant pas bien le français, il a toutes les peines du monde à se faire comprendre lorsqu’il tente de parler la langue de Molière.